# Navras
Navras è un termine del sanscrito con il quale ci si riferisce ai nove (nava) stadi emozionali ("rasa") che si provano durante la musica, il teatro e le arti visive. 

## Gli stadi emozionali
Navras deriva dalle Upanishad, una raccolta di testi sacri indù. Gli stadi emozionali che indica sono:
1. Amore
2. Umorismo
3. Patetismo
4. Ira
5. Eroismo
6. Orrore
7. Ripugnanza
8. Soprannaturalismo
9. Pazzia

## Altri usi della parolaNavras
Navras, composto da Don Davis e Juno Reactor, è il titolo della canzone dei titoli di coda di The Matrix Revolutions (2003), capitolo finale della trilogia di Lana e Lilly Wachowski con The Matrix. Il testo è una traduzione di alcuni passaggi delle Upanishad, con i seguenti cori:
(Brhadaranyaka Upanishad, I.iii.28)